# Lijst van beelden in Halderberge
Dit is een (onvolledige) chronologische lijst van beelden in Halderberge. Onder een beeld wordt hier verstaan elk driedimensionaal kunstwerk in de openbare ruimte van de Nederlandse gemeente Halderberge, waarbij beeld wordt gebruikt als verzamelbegrip voor sculpturen, standbeelden, installaties, gedenktekens en overige beeldhouwwerken.

## Halderberge
| Geplaatst | Omschrijving                         | Kunstenaar                  | Straat                               | Plaats        | Materiaal | Afbeelding |
| --------- | ------------------------------------ | --------------------------- | ------------------------------------ | ------------- | --------- | ---------- |
| 1912      | Sint Gerardus Majella                |                             | Majellahof (vm. retraitehuis)        | Bosschenhoofd |           |            |
| 1968      | Meisje met hoepel                    |                             | Pastoor van Breugelstraat            | Bosschenhoofd |           |            |
| 1988      | Vrijheidsmonument                    | Gerard Engels               | Hofstraat (De Bovendonk)             | Hoeven        |           |            |
| 1993      | Christus, Jozef, Maria en 4 heiligen |                             | Hofstraat 8 (De Bovendonk)           | Hoeven        |           |            |
| 1994      | De Hoevense Peejenzaaier             | Pieternel Nelissen-Hermus   | Raadhuisplein                        | Hoeven        |           |            |
| 1946      | kapelaan Alfred Verhaegen            | Gerard van Aalst            | Sint Jansstraat (kerk)               | Hoeven        |           |            |
|           | Maria                                |                             | Sint Jansstraat (kerk)               | Hoeven        |           |            |
| 1927      | De Goede Herder / Heilig Hart        | Kees Smout                  | Dorpsstraat                          | Oud-Gastel    |           |            |
| 1967      | Monument 'De Vastelaovend Zotte'     | Kees Keijzer                | Julianastraat                        | Oud-Gastel    |           |            |
| 1938      | Sint Lutgardis                       |                             | Kerkstraat 11 (vm. jeugdhuis)        | Oud-Gastel    |           |            |
|           | St Laurentius, een heilige en engel  |                             | Kerkstraat 3 (kerk)                  | Oud-Gastel    |           |            |
| 1901      | Sint Bernardus                       |                             | Kerkstraat 5 (vm. gesticht)          | Oud-Gastel    |           |            |
| 1985      | Sint Bernardus                       |                             | Mgr. Meeuwissenstraat 2 (school)     | Oud-Gastel    |           |            |
| ca. 1983  | Liggende figuur                      |                             | Schoolstraat / Cheltenhamstraat      | Oud-Gastel    |           |            |
| 1965      | Sint Maarten                         | Marius van Beek             | Veerkensweg 22                       | Oud-Gastel    |           |            |
| 1850      | Sint Aloysius (Louis) Gonzaga        |                             | Aloysiushof / St. Louisplein         | Oudenbosch    |           |            |
| 2005      | De stoet                             | Léon Vermunt                | Bosschendijk (rotonde)               | Oudenbosch    |           |            |
|           | De handdruk                          | Corry Ammerlaan-van Niekerk | Churchillstraat                      | Oudenbosch    |           |            |
| 1995      | De Puit (kikker)                     | Léon Vermunt                | Jan Gielenplein (Puitenplein)        | Oudenbosch    |           |            |
| 1911      | Pius IX - Zouavenmonument            | Leo Stracké                 | Markt (plein voor Basiliek)          | Oudenbosch    |           |            |
|           | Zittende jongen                      |                             | Markt / Pastoor Hellemonsstr         | Oudenbosch    |           |            |
|           | Maria                                |                             | Markt 30a                            | Oudenbosch    |           |            |
| 1923      | Sint Aloysius (Louis) Gonzaga        |                             | Markt 32-34 (vm. instituut)          | Oudenbosch    |           |            |
| 1892/1934 | Chr. Salvator Mundi en 10 Heiligen   | Frans De Vriendt            | Markt 57                             | Oudenbosch    |           |            |
| 1937      | Sint Anna en Sint Franciscus         | Wim Harzing                 | Markt 61                             | Oudenbosch    |           |            |
| 2005      | Franciscanes en Broeder van St Louis | Jan Tolboom                 | Past. Hellemonsstraat                | Oudenbosch    |           |            |
|           | Sint Agnes                           |                             | Sint Annaplein                       | Oudenbosch    |           |            |
| 1922      | Heilig Hartbeeld                     | Jan & Alphons Custers       | Sint Bernaertsstraat (begraafplaats) | Oudenbosch    |           |            |
| 1928      | H.A. Huysmans                        |                             | Sint Bernaertsstraat (begraafplaats) | Oudenbosch    |           |            |
|           | Oorlogsmonument                      |                             | Sint Bernaertsstraat (begraafplaats) | Oudenbosch    |           |            |
| 1999      | Pastoor Hellemons & Vader Vincentius | Ralph Lambertz              | St. Louisplein                       | Oudenbosch    |           |            |
| 1890      | Pastoor Hellemons & Vader Vincentius | Frans De Vriendt            | St. Louisplein (kerkhof)             | Oudenbosch    |           |            |
|           | Maria                                |                             | St. Louisplein (Mariavleugel)        | Oudenbosch    |           |            |
| 1865      | Christus en zes heiligen             |                             | St. Louisplein 50 (kapel)            | Oudenbosch    |           |            |
| 1960      | Bevrijdingsmonument                  | Jacques J. van Poppel       | Wilhelminaplein                      | Oudenbosch    |           |            |
| 1958      | Jan Frederik Vlekke                  | Eduard Speyart van Woerden  | Dennis Leestraat 25                  | Stampersgat   |           |            |
| 1924      | Leonardus van Veghel                 |                             | Dennis Leestraat 25 (kerk)           | Stampersgat   |           |            |
|           | HH Theresia,Clara, Norbertus,Juliana |                             | Dennis Leestraat 25 (kerkhof)        | Stampersgat   |           |            |
| 1967      | Meekrapsteker                        | Jef Vissenberg              | Dennis Leestraat tegenover nr 9,     | Stampersgat   |           |            |
|           | Samenspraak                          | Caroline van Lange          | J.F. Vlekkeplein / Brugstraat        | Stampersgat   |           |            |